# Trokut Sierpińskog
Trokut Sierpińskog je fraktal kojeg je opisao poljski matematičar Wacław Franciszek Sierpiński 1915. godine. Jedan je od najjednostavnijih primjera fraktala, fraktalna mu je dimenzija {\displaystyle {\frac {\log 3}{\log 2}}\approx 1.585}.

## Konstrukcija
Počinjemo s jednakostraničnim trokutom. Odredimo polovišta stranica te od početnog trokuta oduzmemo trokut koji nastaje spajanjem polovištâ. Ostaju tri jednakostranična trokuta dvostruko manjih duljina stranica od početnog; sa svakim ponovimo postupak. Trokutom Sierpińskog nazivamo skup točaka koji ostane kad broj oduzimanja (iteracija) teži nuli.
Drugi način konstrukcije trokuta Sierpińskog jest da se početni trokut rastegne (skalira) s faktorom 1/2 te se naprave dvije kopije koje se smjeste tako da jednim vrhom dodiruju drugu kopiju, a drugim početni (skalirani) trokut. Rezultat je, naravno, isti, ali se ova metoda može koristiti za razne druge oblike, kao na slici:

### KoristećiL-sustav
Trokut Sierpińskog je prvobitno bio predstavljen kao krivulja te se kao takav može prikazati Lindenmayerovim sustavom:
- Početak: A
- Pravila:
  - A → B - A − B
  - B → A + B + A
- Značenje:
  - A, B = "crtaj naprijed"
  - - = "zakreni u smjeru kazaljke na satu za 60°"
  - + = "zakreni u smjeru suprotnom od smjera kazaljke na satu za 60°"

Dakle, 
1. nulta iteracija: A
2. prva iteracija: B - A − B
3. druga iteracija: A + B + A - B - A − B - A + B + A

itd.

### Kaosustav iteriranih funkcija(IFS)
Trokut Sierpińskog se može dobiti i primjenjujući ove transformacije:
| vjerojatnost                   | transformacije                          | objašnjenje                              |
| ------------------------------ | --------------------------------------- | ---------------------------------------- |
| {\displaystyle {\frac {1}{3}}} | xn+1 = 0.5 xn yn+1 = 0.5 yn             | upola manja kopija u donjem lijevom uglu |
| {\displaystyle {\frac {1}{3}}} | xn+1 = 0.5 xn + 1 yn+1 = 0.5 yn         | upola manja kopija u donjem desnom uglu  |
| {\displaystyle {\frac {1}{3}}} | xn+1 = 0.5 xn + 0.5 yn+1 = 0.5 yn + 0.5 | upola manja kopija gore                  |

## Tetraedar Sierpińskog
Nastaje analogijom trokuta Sierpińskog kojom se trokuti jednostavno zamijene tetraedrima. No, ne konstruira se oduzimanjem jednog manjeg, "naopakog" tetraedra iz sredine (jer se onda izvana ne bi vidjelo ništa osim početnog tetraedra), nego ostavljanjem četiri manja tetraedra i oduzimanjem svega ostalog. Zanimljiva je fraktalna dimenzija: pri svakoj iteraciji nastaju četiri nova dijela dvostruko manje duljine stranice, pa je ona {\displaystyle {\frac {\log 4}{\log 2}}=2}